# Beata aenea
Beata aenea là một loài nhện trong họ Salticidae.
Loài này thuộc chi Beata. Beata aenea được Cândido Firmino de Mello-Leitão miêu tả năm 1945.